# Cytauxzoonosis
Cytauxzoon felis là một động vật nguyên sinh truyền bệnh cytauxzoonosis sang mèo nhà khi bị ve cán, vật chủ là linh miêu đuôi cộc. C. felis được tìm thấy ở các loài họ Mèo hoang dã như hổ trắng. Mèo nhà khi nhiễm bệnh có thể sống sót khi được điều trị. Phương pháp điều trị mới cung cấp tỷ lệ sống tới 60%.

## Dịch tễ học
Trường hợp đầu tiên của C. felis đã được ghi nhận ở Missouri vào năm 1976. Đã có nhiều trường hợp xuất hiện ở các tiểu bang Trung-Đại Tây Dương tại Hoa Kỳ, và thậm chí những nơi phía bắc như Pennsylvania và Bắc Dakota. Mùa dịch rơi vào mùa xuân, mùa hè. Lý do khiến mèo sống ngoài đường bị nhiễm bệnh hơn là do sự tiếp xúc với bọ ve tăng lên. Bọ ve hoạt động mạnh vào mùa xuân và mùa hè.

## Triệu chứng và dấu hiệu
Hầu hết mèo bị nhiễm bệnh đều khỏe mạnh trước khi xuất hiện triệu chứng nghiêm trọng. Quá trình bắt đầu bằng các triệu chứng uể oải, chán ăn trong vòng 5 đến 20 ngày sau khi bị bọ ve cắn. Mèo bị sốt cao, nhưng nhiệt độ có thể xuống thấp trước khi chết. Các phát hiện lâm sàng khác có thể là: mất nước, vàng da, gan và lá lách mở rộng, nổi hạch, màng nhầy nhợt nhạt, suy hô hấp, nhịp tim nhanh hoặc nhịp tim chậm). Các dấu hiệu bệnh nhìn thấy trên công việc máu bao gồm thiếu máu tán huyết, hạ tiểu cầu, tăng hoặc giảm số lượng tế bào bạch cầu, vàng da và tăng men gan. Tử vong thường xuất hiện sau khi xuất hiện các dấu hiệu lâm sàng trong vòng vài ngày. Tuy nhiên, các nghiên cứu gần đây cho thấy không phải tất cả các con mèo đều phát triển các dấu hiệu lâm sàng sau khi bị nhiễm bệnh và một số con mèo sống sót sau khi bị nhiễm trùng.

## Điều trị và phòng ngừa
Các phương pháp điều trị thường được sử dụng nhất cho bệnh cytauxzoonosis là dùng thuốc imidocarb dipropionate, kết hợp atovaquone với azithromycin. Mặc dù imidocarb đã được sử dụng trong nhiều năm, nhưng nó không đặc biệt hiệu quả. Trong một nghiên cứu lớn, chỉ có 25% số mèo được điều trị bằng thuốc này có chăm sóc hỗ trợ mới sống sót. 60% mèo bị bệnh sống sót khi điều trị chăm sóc hỗ trợ và kết hợp giữa thuốc chống sốt rét atovaquone và thuốc kháng sinh azithromycin.
Đưa vật nuôi đến bác sĩ thú y để được trang bị để điều trị bệnh. Tất cả những con mèo bị nhiễm bệnh đều cần được chăm sóc hỗ trợ, bao gồm truyền dịch, hỗ trợ dinh dưỡng, điều trị các biến chứng, truyền máu.
Những con mèo sống sót sau khi bị nhiễm bệnh nên được giữ trong nhà vì chúng có thể là những con vật mang mầm bệnh dai dẳng, có thể gián tiếp lây nhiễm cho những con mèo khác qua bọ ve là vectơ truyền bệnh.